# Amtsgericht Neumarkt-Sankt Veit
Das Amtsgericht Neumarkt-Sankt Veit (bis 1934 Amtsgericht Neumarkt an der Rott) war ein von 1879 bis 1970 bestehendes bayerisches Gericht der ordentlichen Gerichtsbarkeit mit Sitz in der Stadt Neumarkt-Sankt Veit.

## Geschichte

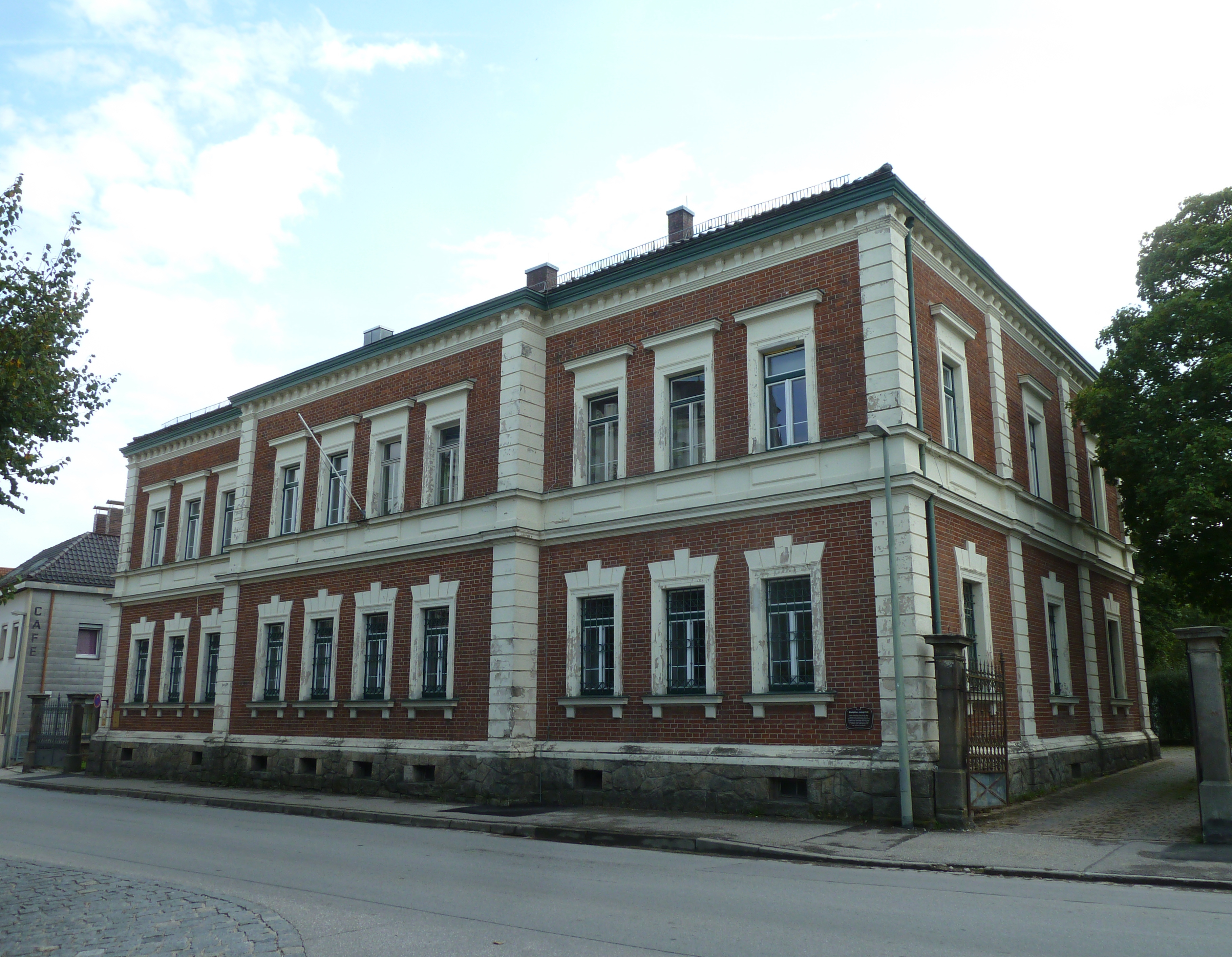
Ehem. Amtsgerichtsgebäude (2014)

Mit Inkrafttreten des Gerichtsverfassungsgesetzes am 1. Oktober 1879 wurde ein Amtsgericht zu Neumarkt an der Rott errichtet, dessen Sprengel aus dem ehemaligen Landgerichtsbezirk Neumarkt an der Rott mit den damaligen Gemeinden Aspertsham, Buchbach, Egglkofen, Elsenbach, Feichten, Gumattenkirchen, Harpolden, Hörbering, Irl, Lohkirchen, Neumarkt an der Rott, Niederbergkirchen, Niedertaufkirchen, Oberbergkirchen, Oberhofen, Ranoldsberg, Roßbach, Salmannskirchen, Schönberg, Stefanskirchen, Sankt Veit, Tegernbach, Thambach, Walkersaich, Weilkirchen, Wiesbach, Wolfsberg und Zangberg gebildet wurde. Übergeordnete Instanzen waren das Landgericht Landshut und das Oberlandesgericht München.
Durch die Zusammenlegung der Stadt Neumarkt an der Rott mit der 1920 gebildeten Gemeinde Wolfsberg-Sankt Veit entstand am 1. April 1934 die Stadtgemeinde Neumarkt-Sankt-Veit. Das dort ansässige Gericht wurde dabei in Amtsgericht Neumarkt-Sankt Veit umbenannt.
Am 1. Januar 1970 wurde das Amtsgericht Neumarkt-Sankt Veit aufgelöst, dessen Bezirk nun dem Amtsgericht Mühldorf am Inn zugewiesen wurde.

## Gerichtsgebäude
Das Amtsgericht befand sich an der Bahnhofstraße 21 in einem 1879 fertiggestellten, zweigeschossigen Klinkerbau mit Walmdach, flachem Mittelrisalit, Eckrustika und Gesimsgliederung.
Das Gebäude steht unter Denkmalschutz.